# Leptogorgia floridana
Leptogorgia floridana är en korallart som beskrevs av Addison Emery Verrill 1869. Leptogorgia floridana ingår i släktet Leptogorgia och familjen Gorgoniidae. Inga underarter finns listade i Catalogue of Life.